# 追跡者 (1970年の映画)
『追跡者』（ついせきしゃ、原題: Lawman）は、1970年に製作され1971年に公開されたアメリカ合衆国の映画。監督兼プロデュースはマイケル・ウィナー。出演はバート・ランカスターやロバート・ライアンなど。

## キャスト
| 役名                         | 俳優                   | 日本語吹替                         |
| 役名                         | 俳優                   | TBS版                              |
| ---------------------------- | ---------------------- | ---------------------------------- |
| ジャレッド・マドックス保安官 | バート・ランカスター   | 久松保夫                           |
| コットン・ライアン保安官     | ロバート・ライアン     | 納谷悟朗                           |
| ヴィンセント・ブロンソン     | リー・J・コッブ        | 富田耕生                           |
| ローラ・シェルビー           | シェリー・ノース       | 森田育代                           |
| ルーカス                     | ジョセフ・ワイズマン   | 清川元夢                           |
| ヴァーノン・アダムス         | ロバート・デュヴァル   | 池田勝                             |
| ハード・プライス             | J・D・キャノン         | 日高晤郎                           |
| ハーヴェイ・ステンボー       | アルバート・サルミ     | 蟹江栄司                           |
| サム・ボールデン市長         | ジョン・マクギヴァー   | 緒方賢一                           |
| クロウ・ウィールライト       | リチャード・ジョーダン | 安原義人                           |
| ルーザー・ハリス             | ウォルター・ブルック   | 平林尚三                           |
| チョクトー・リー             | ウィリアム・ワトソン   | 黒部鉄                             |
| ジャック・デッカー           | ラルフ・ウェイト       | 玄田哲章                           |
| デュセイン                   | リチャード・ブル       | 沢りつお                           |
| ジェイソン・ブロンソン       | ジョン・ベック         | 千田光男                           |
| ハーシャム                   | ロバート・エムハート   | 峰恵研                             |
| L・G・モス                   | ヒュー・マクダーモット | 小野丈夫                           |
| 使用人                       |                        | 鈴木れい子                         |
| 牧師                         |                        | 叶年央                             |
|                              |                        |                                    |
| 演出                         | 演出                   | 小林守夫                           |
| 翻訳                         | 翻訳                   | 木原たけし                         |
| 効果                         |                        |                                    |
| 調整                         |                        |                                    |
| 制作                         | 制作                   | 東北新社                           |
| 解説                         | 解説                   | 荻昌弘                             |
| 初回放送                     | 初回放送               | 1977年7月18日 『月曜ロードショー』 |

## スタッフ
- 監督・製作：マイケル・ウィナー
- 脚本：ジェラルド・ウィルソン
- 撮影：ロバート・ペインター
- 音楽：ジェリー・フィールディング